# Lollipop (manga)
Pour les articles homonymes, voir Lollipop.
Lollipop (微糖ロリポップ, Bitō Lollipop) est un shōjo manga de Ricaco Iketani prépublié dans le magazine Cookie puis publié aux éditions Shueisha. Il est publié en français aux éditions Delcourt (7 tomes-série terminée).

## Synopsis
Madoka Goto est une lycéenne dont les parents ayant gagné 100 millions de yens à la loterie décident de reprendre leurs études et la font héberger chez des inconnus, la famille Asagi.

## Personnages
Madoka Goto
Elle est en première au lycée Nishizawa. Jolie, gaie mais plutôt ironique, elle considère ses parents comme des perdants, bien qu'elle s'entendent bien avec eux. Indépendante, elle s'adapte rapidement à la vie chez les Asagi. Elle se prend vite d'affection pour Tomoyo, et l'exprime assez ouvertement. Perspicace, elle découvre vite le visage caché de Ono et aime se mêler de ce qui ne la regarde pas.
Tomoyo Asagi
Collégien de 14-15 ans, Madoka le croit au début en primaire, et le considère comme tel. Peu souriant, Madoka lui plait tout de suite mais il ne laisse rien paraître. Il ne supporte plus d'être couvé par sa mère mais subit sans rien dire pour ne pas s'attirer d'ennuis.
Ono
Camarade de classe de Madoka, il fait craquer toutes les filles. Il sourit tout le temps, Madoka découvre vite qu'il est en réalité malaimable et blessant et qu'il joue un rôle pour le lycée. Tomoyo le déteste, en partie parce qu'il a embrassé Madoka. Il est également l'amant de Rumiko Asagi, la mère de Tomoyo.
Rumiko Asagi
Mère ultraprotectrice, elle couve jusqu'à l'étouffement Tomoyo, en lui interdisant tout. Elle est très froide et distante avec Madoka et refuse qu'elle habite dans leur maison et mange à leur table, c'est pourquoi elle lui a aménagé une annexe. Elle a une liaison extra-conjugale avec Ono.

## Publication
- Tomes parus en français : 7
  - Tome 1, 13 novembre 2008 (ISBN 9782756015187)
  - Tome 2, 14 janvier 2009 (ISBN 9782756016726)
  - Tome 3, 11 mars 2009 (ISBN 9782756016795)
  - Tome 4, 13 mai 2009 (ISBN 9782756016801)
  - Tome 5, 1er juin 2009 (ISBN 9782756018195)
  - Tome 6, 11 décembre 2009 (ISBN 9782756018317)
  - Tome 7, 12 mai 2010 (ISBN 9782756021966)